# کانپینا
کانپینا (به ایتالیایی: Canepina) یک کومونه در ایتالیا است که در استان ویتربو واقع شده‌است.

## خصوصیات
کانپینا ۲۱٫۰ کیلومترمربع مساحت و ۳٬۲۱۱ نفر جمعیت دارد و ۵۰۱ متر بالاتر از سطح دریا واقع شده‌است.